# Colby Slater
Colby Slater   (Berkeley, 30 d'abril de 1896 - comtat de Yolo, 30 de gener de 1965) va ser un jugador de rugbi a 15 estatunidenc que va competir a començaments del segle xx. Era germà del també jugador de rugbi Norman Slater.
El 1920 va ser seleccionat per jugar amb la selecció dels Estats Units de rugbi a 15 que va prendre part en els Jocs Olímpics d'Anvers, on guanyà la medalla d'or. Tot i no jugar el partit se li reconeix la medalla d'or. Quatre anys més tard, als Jocs de París, tornà a guanyar la medalla d'or en la competició de rugbi.
Va lluitar en la Primera i Segona Guerra Mundial i va estudiar a la Universitat de Califòrnia a Davis.